# Вест-Спрінгфілд (Вірджинія)
Вест-Спрінгфілд (англ. West Springfield) — переписна місцевість (CDP) в США, в окрузі Ферфакс штату Вірджинія. Населення — 23 369 осіб (2020).

## Географія
Вест-Спрінгфілд розташований за координатами 38°46′36″ пн. ш. 77°13′34″ зх. д. / 38.77667° пн. ш. 77.22611° зх. д. (38.776767, -77.225982).  За даними Бюро перепису населення США в 2010 році переписна місцевість мала площу 12,50 км², з яких 12,42 км² — суходіл та 0,08 км² — водойми.

## Демографія
Згідно з переписом 2010 року, у переписній місцевості мешкало 22 460 осіб у 8357 домогосподарствах у складі 6105 родин. Густота населення становила 1796 осіб/км².  Було 8556 помешкань (684/км²).
Расовий склад населення:
| - 68,1 % — білих - 15,6 % — азіатів - 7,8 % — чорних або афроамериканців - 0,3 % — корінних американців - 0,2 % — вихідців з тихоокеанських островів - 4,0 % — осіб інших рас |

До двох чи більше рас належало 4,1 %. Частка іспаномовних становила 13,2 % від усіх жителів.
За віковим діапазоном населення розподілялося таким чином: 24,3 % — особи молодші 18 років, 63,7 % — особи у віці 18—64 років, 12,0 % — особи у віці 65 років та старші. Медіана віку мешканця становила 40,0 року. На 100 осіб жіночої статі у переписній місцевості припадало 92,2 чоловіків;  на 100 жінок у віці від 18 років та старших — 88,9 чоловіків також старших 18 років.
Середній дохід на одне домашнє господарство  становив 130 749 доларів США (медіана — 111 809), а середній дохід на одну сім'ю — 144 397 доларів (медіана — 127 113). Медіана доходів становила 91 207 доларів для чоловіків та 63 776 доларів для жінок. За межею бідності перебувало 3,1 % осіб, у тому числі 4,7 % дітей у віці до 18 років та 2,0 % осіб у віці 65 років та старших.
Цивільне працевлаштоване населення становило 11 984 особи. Основні галузі зайнятості: освіта, охорона здоров'я та соціальна допомога — 21,2 %, науковці, спеціалісти, менеджери — 20,3 %, публічна адміністрація — 16,5 %.